# NBA 2K3
NBA 2K3 est un jeu vidéo de basket-ball développé par Visual Concepts et édité par Sega Sports sorti en 2002 sur GameCube, PlayStation 2 et Xbox.
C'est le quatrième épisode de la franchise 2K et est le principal concurrent de NBA Live 2003.

## Accueil
- Jeux vidéo Magazine : 15/20[1]
- Jeuxvideo.com : 17/20[2]